# Горичка бригада
Горичка народноослободилачка бригада формирана је 26. септембра 1943. године код места Кромберка близу Горице, на основу наредбе Оперативног штаба за западну Словенију, од делова Северноприморског НОП одреда. Тад је имала три батаљона са око 600 бораца. У току формирања нападнута је од јаких немачких снага из тенковског корпуса Хаусер на положајима тзв. Горишког фронта. Она и остале јединице Горишког фронта пружале су снажан отпор надирању немачких (тенковских и пешадијских) јединица у Випавску долину, али се, због продора немачких снага преко Краса и Постојне (25. септембра) у Випаву, и удара у леђа јединицама код Горице, морала повући на подручје Трновског гозда. Почетком октобра бригада се пребацила у рејон Чепована, где је 6. октобра ушла у састав Горишке, касније назване 30. дивизије. На том сектору вршила је у октобру честе диверзантске акције на комуникације у долини реке Соче, на одсеку Горица—Света Луција (Мост на Сочи). Бригада је расфоррнирана 3—4. новембра 1943, кад је њено људство ушло у састав 3. словеначке НОУ бригаде Иван Градник.